# لوکاس داوسون
لوکاس داوسون (انگلیسی: Lucas Dawson؛ زادهٔ ۱۲ نوامبر ۱۹۹۳) بازیکن فوتبال اهل بریتانیا است.
از باشگاه‌هایی که در آن بازی کرده‌است می‌توان به باشگاه فوتبال استوک سیتی، باشگاه فوتبال نانیتون تاون، باشگاه فوتبال کارلایل یونایتد، و باشگاه فوتبال تلفورد یونایتد اشاره کرد.